# Grajwo
Grajwo [ˈɡrai̯vɔ] (deutsch Graywen, 1938 bis 1945 Graiwen) und Osiedle Grajwo sind zwei zusammenliegende Orte in der polnischen Woiwodschaft Ermland-Masuren und gehören zur Gmina Giżycko (Landgemeinde Lötzen) im Powiat Giżycki (Kreis Lötzen).

## Geographische Lage
Grajwo liegt am Südufer des Grajewko (Graywer See, 1938 bis 1945 Graiwer See) im nördlichen Osten der Woiwodschaft Ermland-Masuren. Osiedle („Siedlung“) Grajwo schließt sich im Südwesten des Ortes unmittelbar an. Bis zur Kreisstadt Giżycko (Lötzen) sind es fünf Kilometer in nordwestlicher Richtung.

## Geschichte
Wohl schon 1550 wurde Graywen im Pflegeamt Lötzen in der Ordenszeit gegründet. Es handelte sich um ein weit verstreut liegendes Dorf. 1785 wird es als Ort mit zehn Feuerstellen, 1818 mit 19 Feuerstellen und 141 Seelen genannt.
1874 wurde Graywen in den neu errichteten Amtsbezirk Sulimmen (polnisch Sulimy) einbezogen. Er gehört zum Kreis Lötzen im Regierungsbezirk Gumbinnen (1905 bis 1945: Regierungsbezirk Allenstein) in der preußischen Provinz Ostpreußen.
219 Einwohner waren 1910 in Graywen registriert. Ihre Zahl stieg bis 1933 auf 244 und belief sich 1939 auf 245. Aufgrund der Bestimmungen des Versailler Vertrags stimmte die Bevölkerung im Abstimmungsgebiet Allenstein, zu dem Graywen gehörte, am 11. Juli 1920 über die weitere staatliche Zugehörigkeit zu Ostpreußen (und damit zu Deutschland) oder den Anschluss an Polen ab. In Graywen stimmten 180 Einwohner für den Verbleib bei Ostpreußen, auf Polen entfielen keine Stimmen. Am 3. Juni (amtlich bestätigt am 16. Juli) des Jahres 1938 wurde die Namensschreibweise von Graywen in „Graiwen“ geändert.
In Kriegsfolge kam der Ort 1945 mit dem gesamten südlichen Ostpreußen zu Polen und erhielt die polnische Namensform „Grajwo“. Die Neuansiedlung von Häusern und kleinen Höfen ließ den Ort so weitflächig erscheinen, dass im Südwesten die Osiedle Grajwo abgetrennt wurde, sie jedoch weiter im Schulzenamt (polnisch sołectwo) Grajwo beließ. Beide Ortschaften gehören heute zum Verbund der Gmina Giżycko (Landgemeinde Lötzen) im Powiat Giżycki (Kreis Lötzen), vor 1998 zur Woiwodschaft Suwałki, seither zur Woiwodschaft Ermland-Masuren gehörig.

## Religionen
Vor 1945 war Graywen in die Evangelische Pfarrkirche Lötzen in der Kirchenprovinz Ostpreußen der Kirche der Altpreußischen Union sowie in die Katholische Pfarrkirche St. Bruno Lötzen im Bistum Ermland eingepfarrt. Heute gehören Grajwo und osiedle Grajwo zur Evangelischen Pfarrkirche in Giżycko in der Diözese Masuren der Evangelisch-Augsburgischen Kirche in Polen. Auch katholischerseits sind sie zur Stadt Giżycko im Bistum Ełk (Lyck) der Römisch-katholischen Kirche in Polen hin orientiert.

## Schule
Die Volksschule in Graywen bzw. Graiwen bestand 1945 aus zwei Klassen.

## Verkehr
Grajwo liegt an der polnischen Landesstraße DK 63 (ehemalige deutsche Reichsstraße 131), die durch den Nordosten Polen verläuft und die polnisch-russische Grenze mit der polnisch-belarussischen Grenze verbindet. Nächster Flugplatz ist der Landeplatz Giżycko-Mazury Residence, nächste Bahnstation in der Stadt Giżycko an der Bahnstrecke Głomno–Białystok.